# Троїцька (Архангельська область)
Троїцька (рос. Троицкая) — присілок в Верхньотоємському районі Архангельської області Російської Федерації.
Населення становить 27 осіб. Входить до складу муніципального утворення Верхньотоємський муніципальний округ.

## Історія
До 1 червня 2021 року входило до складу муніципального утворення Пучузьке муніципальне утворення.

## Населення
| 2002 | 2010 |
| ---- | ---- |
| 55   | ↘27  |